# Таурин
Тауринът е приет условно за есенциална аминокиселина, която в молекулата си съдържа сяра. Представлява главна съставна част на жлъчните соли, които са необходими за мастната абсорбция, като може да бъде открит и в по-ниски количества и в тъканите. Интересен е фактът, че тауринът не е част от същинската мускулна клетка, но съществува в аминокиселинния „басейн“ на тази клетка.

## Етимология
Произходът на думата Taurine идва от латинското Taurus – телец (бик или вол). Дължи се на факта, че първоначално през 1827 г. аминокиселината е изолирана от жлъчка на вол от австрийските учени Фридрих Тидеман и Леополд Гмелин. В тялото тауринът се образува от аминокиселините метионин и цистеин в черния дроб, с помощта на витамин В6, но е спорен въпросът дали тялото може да набави оптималните количества таурин. В резултат на което голяма част от таурина е синтетичен. Произвежда се от 2-хидроксиетансулфонова киселина или чрез реакция на етиленов оксид с воден разтвор на натриев бисулфит. 

## Къде може да бъде открит в тялото?
Тауринът се съдържа в ретината и представлява защитен пигмент. Установено е, че при новородените в 7 месец липсва таурин в ретината, което се свързва и с развитието на ретинопатия при бебетата. А те поемат таурин с кърмата. Направени са опити с котки, които са били хранени с храна, несъдържаща таурин, при което те развили слепота за много кратък период от време. При нормализирането на храненето – настъпило възстановяване на зрението.

## Ефекти
Тауринът е аминокиселина с многостранно въздействие
- участва в регулацията на осмотичното налягане
- подобрява клетъчната активност
- участва в регулацията на калциевия инфлукс в мембраните
- участва в провеждането на нервния импулс
- действа успокояващо на симпатикусовата нервна система, като намалява кръвното налягане
- укрепва сърдечния мускул, стабилизира сърдечния ритъм
- предотвратява тромбообразуването
- предотвратява развитието на конвулсии и спазми при епилепсия и оток на мозъка
- предпазва от мускулен разпад
- действа като антиоксидант
- увеличава способностите на паметта
- детоксикира тялото и намалява нивото на холестерола
- подсилва имунната система, като компонент на белите кръвни клетки
- спомага за по-доброто усвояване на другите добавки
- увеличава обема на клетката (подобно на креатина)

Тауринът влиза в основните съставки на различните видове месо и яйцата. Но въпреки това тялото не може да си набави необходимите му количества от храната, тъй като при активна физическа дейност запасите от таурин бързо изчезват. Най-голям риск от изчерпване на нивата на таурин съществува за вегетарианците, които не консумират яйца и месо. Недостигът на таурин може да се прояви във функционалното увреждане на някои тъкани, което показва, че той играе ролята на модулатор на растежа. А освен това се наблюдава увреждане на ретината на очите и отслабване на имунната система. При хора със затлъстяване се наблюдават намалени нива на таурин в кръвта, което може да доведе до още по-голямо увеличение на килограмите и натрупването на мазнини.

## Таурин и спорт
Тауринът има редица интересни приложения в културизма – играе ролята на наподобяващ на инсулина агент, което означава, че може да повиши метаболизма на глюкозата и аминокиселините. Също така играе важна роля в клетъчното обемизиране, като по последни научни данни трикратният му прием от по 500 мг на ден може да забави протеиновия разпад. Експериментално е доказано, че таурин стимулира глюкозното покачване в клетките с 50%. В последните години той е обичайна съставка в енергийните напитки. Много често се използва таурин в комбинация с креатин, поради факта, че намалява умората в мускула при напрегнати тренировки и повишава капацитета на упражнението. Таурин спомага и за по-доброто усвояване на другите добавки и подобрява клетъчната активност.
Интензивни упражнения, както и други видове стрес, изчерпват нивата на таурин, затова добавянето на грам или два към диетата би било добра идея. При продължителен прием на аминокиселини се увеличава действието им върху анаболните процеси в организма, при това то е по-силно, отколкото при стероидните препарати. Те засилват синтеза на белтъчини и подобряват чувствително процеса на възстановяване.